# Polynésie La Première (télévision)
Pour les articles homonymes, voir Polynésie La Première.
Polynésie La Première est une chaîne de télévision généraliste publique française de proximité de France Télévisions diffusée en Polynésie française.

## Histoire de la chaîne
En compensation de l'installation du centre d'essai nucléaire de Moruroa en Polynésie française, le Général de Gaulle promet d'offrir aux polynésiens une chaîne de télévision gratuite. En 1963 sont lancées les études d'implantation des émetteurs de télévision et le siège de la R.T.F., rue Dumont D’Urville à Papeete, est agrandi en 1964 en vue d'accueillir les nouveaux studios de télévision de l'O.R.T.F.. Le 3 octobre 1965, les premières images de Télé Tahiti sont diffusées depuis le petit studio de 45 m2 de la station et peuvent être reçues des alentours de Papeete à la partie de Moorea en face de Tahiti. La chaîne diffuse alors trois heures par jour des programmes venus de France métropolitaine avec six mois de retard et des bulletins d'information nationaux datant de la semaine précédente. Quelques années après, à la faveur de l'implantation de nouveaux émetteurs-relais, un journal télévisé local est diffusé tous les jours de la semaine.
À la suite de l'éclatement de l'O.R.T.F. en 1974, les stations régionales de télévision de l’Outre-mer français sont intégrées à la nouvelle société nationale de programme France Régions 3 (FR3), nouvelle chaîne française des régions, au sein de la délégation FR3 DOM-TOM. La chaîne devient FR3-Tahiti le 6 janvier 1975 et, comme chaque station régionale métropolitaine, produit et diffuse un journal télévisé régional, mais a aussi pour charge d’assurer la continuité territoriale en matière d’audiovisuel en diffusant des émissions des chaînes de télévision métropolitaines. Elle peut enfin être reçue par voie hertzienne aux îles Sous-le-Vent.
Le passage à la couleur s'effectue dans le courant de l'année 1977, en même temps que la première liaison satellite avec Paris.
Le 31 décembre 1982, la chaîne prend le nom de RFO Tahiti à la suite de la création de la société nationale de programmes RFO (Radio-Télévision Française d’Outre-Mer) par transfert des activités de FR3 pour l'Outre-mer. Ses missions restent inchangées, mais la nouvelle structure est dotée de son propre budget qui doit lui permettre de passer du rôle de diffuseur à celui de producteur de programmes. Durant les seize ans qui vont suivre, RFO Tahiti va progressivement se doter d’équipements techniques de qualité afin de produire et diffuser de plus en plus d’émissions régionales. La publicité à la télévision est autorisée le 1er février 1984.
En mars 1988, la chaîne est diffusée par satellite afin de toucher toute la Polynésie française, et en mai, un second canal hertzien de télévision, baptisé RFO 2, est lancé alors que le premier canal de télévision est renommée RFO 1.
Le 26 décembre 1994, RFO 1 voit s'écrouler son monopole et doit affronter la concurrence de  Canal+ Polynésie qui s'implante en Polynésie française, suivi le 14 février 1995 du bouquet de programmes privés et payants Téléfenua, puis de la chaîne du gouvernement de la Polynésie française Tahiti Nui TV le 29 juin 2000.
RFO change de locaux et s'installe dans son nouveau siège au Centre Pamatai en juin 1997.
Le 1er février 1999, RFO 1 devient Télé Polynésie, à la suite de la transformation de RFO en Réseau France Outre-mer.
Fin 2000, par décision de la tutelle, RFO perd les droits de diffusion des directs sportifs de TF1, au profit de Tahiti Nui TV.
Alors qu'il est alors possible à tous les Polynésiens de recevoir les chaînes Télé Nouvelle-Calédonie, Télé Wallis et Futuna, Tempo Calédonie et France Ô grâce au satellite Intelsat 701 et à RFO depuis 2003, Télé Polynésie et France Télévisions décident de chiffrer Télé Nouvelle-Calédonie et Télé Wallis et Futuna sur le territoire de la Polynésie française à partir du 1er juin 2010.
La loi de réforme de l'audiovisuel n° 2004-669 du 9 juillet 2004 intègre la société de programme Réseau France Outre-mer au groupe audiovisuel public France Télévisions dont dépend depuis Télé Polynésie. Son président, Rémy Pflimlin, annonce le 12 octobre 2010 le changement de nom du Réseau France Outre-mer en Réseau Outre-Mer 1re pour s'adapter au lancement de la TNT en Outre-Mer. Toutes les chaînes de télévisions du réseau changent de nom le 30 novembre 2010 lors du démarrage de la TNT et Télé Polynésie devient ainsi Polynésie 1re. Le changement de nom fait référence à la place de leader de cette chaîne sur son territoire de diffusion ainsi qu'à sa première place sur la télécommande et sa numérotation en cohérence avec les autres antennes du groupe France Télévisions. Le 1er janvier 2018, à la suite d'un procès avec la chaîne câblée Paris Première, propriété du Groupe M6, Polynésie 1re devient Polynésie La Première.
Polynésie La 1re passe à la haute définition (HD) sur le satellite le 15 janvier 2020, puis sur la TNT le 14 octobre 2020.

## Identité visuelle
Le logo de l'ORTF Télé Tahiti est formé des quatre lettres du sigle posées horizontalement sur trois ellipses, la lettre O en son centre formant la quatrième ellipse, évoquant aussi bien des ondes radioélectriques, que le système solaire ou la course d'un électron dans un univers fermé, sous lequel est inscrit la mention Télévision. Les indicatifs d'ouverture et de fermeture d'antenne de l'ORTF Télé Tahiti animent un enchevêtrement d'ellipses sur un fond étoilé qui, pour le premier, s'ordonnent pour former le logo de la chaîne, et pour le second, se rétractent pour former une étoile qui disparaît, comme un big bang à l'envers.
Comme toutes les stations régionales de FR3, FR3-Tahiti adopte le 6 janvier 1975 le nouvel habillage de la troisième chaîne nationale dont l'indicatif d'ouverture d'antenne fait figurer les neuf stations d'Outre-mer et la métropole sur une musique composée par Francis Lai. À la suite de sa création le 31 décembre 1982, la nouvelle société nationale de programme RFO se dote d'une identité visuelle propre mettant en valeur dans son logo sa dimension mondiale et dans son ouverture d'antenne l'avance technologique de sa diffusion par satellite. L'habillage change à nouveau en 1993, en s'inspirant de celui de TF1 dans la forme rectangulaire tripartite mais en adoptant trois nouvelles couleurs, le vert pour la nature, l'orange pour la terre et le soleil et le bleu pour la mer, qui resteront celles de la chaîne jusqu'en 2005.
Tout comme RFO, Télé Polynésie adopte le 23 mars 2005, l'identité corporate du groupe France Télévisions qu'elle a intégré durant l'été 2004, en utilisant le même code couleur que la chaîne France Ô, l'orange et le blanc, mais disposé sur deux trapèzes. Pour son passage sur la TNT le 30 novembre 2010, la chaîne se décline dorénavant sous le sigle 1re en référence à sa place de leader sur son territoire de diffusion et se dote de la même identité visuelle que les autres chaînes du groupe France Télévisions en adoptant un trapèze de couleur jaune faisant référence au soleil des territoires ultramarins.
Le 8 décembre 2017, France Télévisions dévoile les nouveaux logos de ses chaînes, qui ont été mis à l'antenne depuis le 29 janvier 2018.

### Logos

Logo de ORTF Télé Tahiti du 3 octobre 1965 au 5 janvier 1975
Logo de FR3-Tahiti du 6 janvier 1975 au 30 décembre 1982
Logo de RFO Tahiti puis RFO 1 du 31 décembre 1982 à 1993
Logo de RFO 1 de 1993 au 31 janvier 1999
Logo de Télé Polynésie du 1er février 1999 au 22 mars 2005
Logo de Télé Polynésie du 23 mars 2005 au 29 novembre 2010
Logo de Polynésie 1re du 30 novembre 2010 au 28 janvier 2018
Logo de Polynésie La 1re depuis le 29 janvier 2018

## Organisation

### Budget
Polynésie La 1re dispose d'un budget de 260,6 millions d’euros versés par mois, par La Première et provenant pour plus de 90 % des ressources de la redevance audiovisuelle et des contributions de l’État français allouées à France Télévisions. Il est complété par des ressources publicitaires.

### Missions
Les missions de Polynésie La 1re sont de produire des programmes de proximité, de participer à l’interrégionalité à travers la diffusion ou la coproduction d’émissions en collaboration avec Nouvelle-Calédonie La 1re et Wallis et Futuna La 1re, d'assurer une meilleure représentation de la vie sociale, culturelle, sportive, musicale et économique de l’archipel dans l'espace polynésien et à l'international par la coproduction de magazines et par le biais de France Ô.

## Programmes
Jusqu'au démarrage de la TNT en Outre-mer, les chaînes de télévision métropolitaines ne sont pas diffusées en Polynésie française. Télé Polynésie diffuse donc un programme composé de trois heures par jour de productions propres en français et en tahitien donnant la priorité à la proximité, de programmes issus des autres stations RFO (information, magazines de RFO Paris), mais surtoût de rediffusions ou de reprise en direct des programmes des chaînes du groupe France Télévisions (journaux d'information, magazines, sport, fictions, jeux, films, divertissements et émissions pour la jeunesse), d'Arte et de producteurs indépendants.
Depuis le 30 novembre 2010 et l'arrivée des chaînes publiques métropolitaines, Polynésie 1re a dû accroître ses productions propres, avec 25 % de programmes locaux en plus, donnant la priorité à la proximité et traitant des problèmes économiques et sociaux du territoire (émissions spéciales, débats politiques, captation de spectacles, matches de football, messe de minuit, Téléthon). La chaîne est désormais libre de choisir elle-même ses programmes et, grâce à l'augmentation de budget dont elle bénéficie, elle dispose des moyens nécessaires pour produire, coproduire et acheter. La possibilité de reprendre certains programmes des chaînes de France Télévisions reste toujours possible et les grands rendez-vous sportifs, notamment le football, le rugby, le tennis, le cyclisme sont désormais tous diffusés en direct par satellite depuis Paris.
En septembre 2011, Alexandre Taliercio fait sa rentrée sur Polynésie 1re avec « Qui est le Génie ? », un jeu télévisé quotidien diffusé du lundi au vendredi en access prime time à 18 h. Un concept inédit qui mêle habilement culture générale et divertissement,,.

## Diffusion
Polynésie La 1re est diffusée sur le premier canal du multiplex ROM1 de la TNT sur soixante émetteurs TDF (couvrant l’ensemble des cinq archipels de la Polynésie française) au standard UHF PAL MPEG-4 et au format 16/9 en 1080i (HD) depuis le 30 novembre 2010. Une vingtaine de stations terrestres sont implantées pour assurer le relais hertzien vers des réémetteurs proches et les utilisateurs. Elle est aussi diffusée par satellite sur Tahiti Nui Satellite et Intelsat 701.